# 七小町 (名古屋市)
七小町（ななこまち）は、愛知県名古屋市東区の地名。

## 歴史

### 町名の由来
当地には高岳院・善光寺・養蓮寺・遍照院・普蔵寺・正覚寺の7寺院があり、「七ヶ寺門前」と称した。この「ヶ」が「小」に置き換えられたものという。

### 沿革
- 1871年（明治4年） - 鍋屋町裏・七ヶ寺門前により、愛知郡七小町として成立[3]。
- 1878年（明治11年）12月20日 - 名古屋区成立に伴い、同区七小町となる[3]。
- 1889年（明治22年）10月1日 - 名古屋市成立に伴い、同市七小町となる[3]。
- 1908年（明治41年）4月1日 - 東区成立に伴い、同区七小町となる[3]。
- 1976年（昭和51年）1月18日 - 東区泉二丁目および泉三丁目にそれぞれ編入され消滅[3]。